# Hulløy Futsal
L'Hulløy Futsal è una squadra norvegese di calcio a 5, con sede nella città di Bodø. Nella stagione 2017-2018 milita in Eliteserie, massimo livello del campionato.

## Storia
L'Hulløy ha partecipato per la prima volta alla Futsal Eliteserie in occasione del campionato 2016-2017. Ha giocato la prima partita in questa lega in data 12 novembre 2016, vincendo per 4-2 contro il Sandefjord. La squadra ha chiuso il campionato all'8º posto finale, raggiungendo la salvezza.

## Rosa
Aggiornata al campionato 2020-2021.
| N° | Naz.                | Ruolo | Sportivo                   | Anno     |  |  |
| -- | ------------------- | ----- | -------------------------- | -------- |  |  |
| 2  | Norvegia (bandiera) | PIV   | William Arne Hanssen       | 10.05.98 |  |  |
| 7  | Norvegia (bandiera) | UNI   | Magnus Hellesvik Hansen    | 14.04.98 |  |  |
| 10 | Norvegia (bandiera) | PIV   | Ali Al-Nashi               |          |  |  |
| 12 | Norvegia (bandiera) | POR   | Tobias Olsen               |          |  |  |
| 15 | Norvegia (bandiera) | DIF   | Emil Hjelmseth Olsen       |          |  |  |
| 18 | Norvegia (bandiera) | PIV   | Adrian Skindlo             | 28.01.99 |  |  |
| 20 | Norvegia (bandiera) | UNI   | Magnus Jusnes Andersson    |          |  |  |
| 24 | Norvegia (bandiera) | POR   | Håvard Joakimsen           |          |  |  |
| 25 | Norvegia (bandiera) | UNI   | Adrian Andersen Gudvangen  |          |  |  |
| 45 | Norvegia (bandiera) | DIF   | Richard Johansen Halvorsen | 20.03.97 |  |  |
| 88 | Norvegia (bandiera) | PIV   | Patrick Elvevold           | 05.09.94 |  |  |